# Portanus stigmosus
Portanus stigmosus är en insektsart som beskrevs av Philip Reese Uhler 1895. Portanus stigmosus ingår i släktet Portanus och familjen dvärgstritar. Inga underarter finns listade i Catalogue of Life.